# Parornix errantella
Parornix errantella är en fjärilsart som först beskrevs av Walsingham 1897.  Parornix errantella ingår i släktet Parornix och familjen styltmalar. Inga underarter finns listade i Catalogue of Life.